# Mediolan-San Remo 2024
Mediolan-San Remo 2024 – 115. edycja wyścigu kolarskiego Mediolan-San Remo, która odbyła się 16 marca 2024 na trasie o długości 288 kilometrów z Pawii do San Remo. Impreza kategorii 1.UWT był częścią UCI World Tour 2024.

## Uczestnicy

### Drużyny
| WorldTeams (18)- Alpecin-Deceuninck - Arkéa-B&B Hotels - Astana Qazaqstan Team - Bahrain Victorious - Bora-Hansgrohe - Cofidis - Decathlon-AG2R La Mondiale - EF Education-EasyPost - Groupama-FDJ - Ineos Grenadiers - Intermarché-Wanty - Lidl-Trek - Movistar Team - Soudal Quick-Step - Team dsm-firmenich PostNL - Team Jayco AlUla - Team Visma \| Lease a Bike - UAE Team Emirates ProTeams (7)- Israel-Premier Tech - Lotto Dstny - Corratec-Vini Fantini - Polti Kometa - Tudor Pro Cycling Team - Uno-X Mobility - VF Group-Bardiani CSF-Faizané |
| |

### Lista startowa
| Alpecin-Deceuninck ADC | Alpecin-Deceuninck ADC             | Alpecin-Deceuninck ADC |
| ---------------------- | ---------------------------------- | ---------------------- |
| Nr                     | Kolarz                             | Miejsce                |
| 1                      | Mathieu van der Poel (NED) (szosa) | 10.                    |
| 2                      | Silvan Dillier (SUI)               | 163.                   |
| 3                      | Søren Kragh Andersen (DEN)         | 31.                    |
| 4                      | Axel Laurance (FRA)                | 75.                    |
| 5                      | Xandro Meurisse (BEL)              | 105.                   |
| 6                      | Jasper Philipsen (BEL)             | 1.                     |
| 7                      | Gianni Vermeersch (BEL)            | 57.                    |

| Arkéa-B&B Hotels ARK | Arkéa-B&B Hotels ARK      | Arkéa-B&B Hotels ARK |
| -------------------- | ------------------------- | -------------------- |
| Nr                   | Kolarz                    | Miejsce              |
| 11                   | Arnaud Démare (FRA)       | 43.                  |
| 12                   | Vincenzo Albanese (ITA)   | 24.                  |
| 13                   | Clément Champoussin (FRA) | 129.                 |
| 14                   | Mathis Le Berre (FRA)     | 104.                 |
| 15                   | Thibault Guernalec (FRA)  | 128.                 |
| 16                   | Łukasz Owsian (POL)       | 153.                 |
| 17                   | Miles Scotson (AUS)       | 146.                 |

| Astana Qazaqstan Team AST | Astana Qazaqstan Team AST      | Astana Qazaqstan Team AST |
| ------------------------- | ------------------------------ | ------------------------- |
| Nr                        | Kolarz                         | Miejsce                   |
| 21                        | Simone Velasco (ITA) (szosa)   | 25.                       |
| 22                        | Samuele Battistella (ITA)      | 22.                       |
| 23                        | Cees Bol (NED)                 | 150.                      |
| 24                        | Jewgienij Fiodorow (KAZ)       | 91.                       |
| 25                        | Michele Gazzoli (ITA)          | 83.                       |
| 26                        | Aleksiej Łucenko (KAZ) (szosa) | 114.                      |
| 27                        | Christian Scaroni (ITA)        | 36.                       |

| Bora-Hansgrohe BOH | Bora-Hansgrohe BOH     | Bora-Hansgrohe BOH |
| ------------------ | ---------------------- | ------------------ |
| Nr                 | Kolarz                 | Miejsce            |
| 31                 | Danny van Poppel (NED) | 101.               |
| 32                 | Giovanni Aleotti (ITA) | 38.                |
| 33                 | Nico Denz (GER)        | 45.                |
| 34                 | Patrick Gamper (AUT)   | 135.               |
| 35                 | Marco Haller (AUT)     | 37.                |
| 36                 | Ryan Mullen (IRL)      | 156.               |
| 37                 | Matteo Sobrero (ITA)   | 12.                |

| Cofidis COF | Cofidis COF                | Cofidis COF |
| ----------- | -------------------------- | ----------- |
| Nr          | Kolarz                     | Miejsce     |
| 41          | Benjamin Thomas (FRA)      | DNF         |
| 42          | Thomas Champion (FRA)      | 164.        |
| 43          | Nicolas Debeaumarché (FRA) | 159.        |
| 44          | Simon Geschke (GER)        | 62.         |
| 45          | Stefano Oldani (ITA)       | 98.         |
| 46          | Harrison Wood (GBR)        | 127.        |
| 47          | Axel Zingle (FRA)          | 41.         |

| Team Corratec-Vini Fantini COR | Team Corratec-Vini Fantini COR | Team Corratec-Vini Fantini COR |
| ------------------------------ | ------------------------------ | ------------------------------ |
| Nr                             | Kolarz                         | Miejsce                        |
| 51                             | Niccolò Bonifazio (ITA)        | 68.                            |
| 52                             | Davide Baldaccini (ITA)        | 154.                           |
| 53                             | Valerio Conti (ITA)            | 123.                           |
| 54                             | Lorenzo Quartucci (ITA)        | 95.                            |
| 55                             | Kristian Sbaragli (ITA)        | 84.                            |
| 56                             | Kyryło Carenko (UKR)           | 78.                            |
| 57                             | Marco Murgano (ITA)            | 155.                           |

| Decathlon-AG2R La Mondiale DAT | Decathlon-AG2R La Mondiale DAT | Decathlon-AG2R La Mondiale DAT |
| ------------------------------ | ------------------------------ | ------------------------------ |
| Nr                             | Kolarz                         | Miejsce                        |
| 61                             | Benoît Cosnefroy (FRA)         | 20.                            |
| 62                             | Edvald Boasson Hagen (NOR)     | 97.                            |
| 63                             | Oliver Naesen (BEL)            | 106.                           |
| 64                             | Dries De Bondt (BEL)           | 110.                           |
| 65                             | Sander De Pestel (BEL)         | 130.                           |
| 66                             | Andrea Vendrame (ITA)          | 74.                            |
| 67                             | Larry Warbasse (USA)           | 109.                           |

| EF Education-EasyPost EFE | EF Education-EasyPost EFE | EF Education-EasyPost EFE |
| ------------------------- | ------------------------- | ------------------------- |
| Nr                        | Kolarz                    | Miejsce                   |
| 71                        | Alberto Bettiol (ITA)     | 5.                        |
| 72                        | Andrey Amador (CRC)       | 148.                      |
| 73                        | Jonas Rutsch (GER)        | 92.                       |
| 74                        | Harry Sweeny (AUS)        | 79.                       |
| 75                        | Yuhi Todome (JPN)         | 94.                       |
| 76                        | Michael Valgren (DEN)     | 100.                      |
| 77                        | Marijn van den Berg (NED) | 59.                       |

| Groupama-FDJ GFC | Groupama-FDJ GFC        | Groupama-FDJ GFC |
| ---------------- | ----------------------- | ---------------- |
| Nr               | Kolarz                  | Miejsce          |
| 81               | Stefan Küng (SUI)       | 23.              |
| 82               | Sven Erik Bystrøm (NOR) | 52.              |
| 83               | Lorenzo Germani (ITA)   | 152.             |
| 84               | Quentin Pacher (FRA)    | 19.              |
| 85               | Laurence Pithie (NZL)   | 15.              |
| 86               | Clément Russo (FRA)     | 124.             |
| 87               | Samuel Watson (GBR)     | 80.              |

| Ineos Grenadiers IGD | Ineos Grenadiers IGD     | Ineos Grenadiers IGD |
| -------------------- | ------------------------ | -------------------- |
| Nr                   | Kolarz                   | Miejsce              |
| 91                   | Filippo Ganna (ITA)      | 40.                  |
| 92                   | Michał Kwiatkowski (POL) | 54.                  |
| 93                   | Jhonatan Narváez (ECU)   | 35.                  |
| 94                   | Thomas Pidcock (GBR)     | 11.                  |
| 95                   | Luke Rowe (GBR)          | 131.                 |
| 96                   | Ben Swift (GBR)          | 113.                 |
| 97                   | Salvatore Puccio (ITA)   | DNF                  |

| Intermarché-Wanty IWA | Intermarché-Wanty IWA  | Intermarché-Wanty IWA |
| --------------------- | ---------------------- | --------------------- |
| Nr                    | Kolarz                 | Miejsce               |
| 101                   | Biniam Girmay (ERI)    | 27.                   |
| 102                   | Lilian Calmejane (FRA) | 53.                   |
| 103                   | Tom Paquot (BEL)       | 162.                  |
| 104                   | Dion Smith (NZL)       | 58.                   |
| 105                   | Mike Teunissen (NED)   | 61.                   |
| 106                   | Gijs Van Hoecke (BEL)  | 144.                  |
| 107                   | Georg Zimmermann (GER) | 39.                   |

| Israel-Premier Tech IPT | Israel-Premier Tech IPT | Israel-Premier Tech IPT |
| ----------------------- | ----------------------- | ----------------------- |
| Nr                      | Kolarz                  | Miejsce                 |
| 111                     | Simon Clarke (AUS)      | 18.                     |
| 112                     | Guillaume Boivin (CAN)  | 103.                    |
| 113                     | Jakob Fuglsang (DEN)    | 142.                    |
| 114                     | Hugo Houle (CAN)        | 77.                     |
| 115                     | Ethan Vernon (GBR)      | 90.                     |
| 116                     | Riley Sheehan (USA)     | 107.                    |
| 117                     | Corbin Strong (NZL)     | 17.                     |

| Lidl-Trek LTK | Lidl-Trek LTK              | Lidl-Trek LTK |
| ------------- | -------------------------- | ------------- |
| Nr            | Kolarz                     | Miejsce       |
| 121           | Mads Pedersen (DEN)        | 4.            |
| 122           | Jacopo Mosca (ITA)         | 132.          |
| 123           | Ryan Gibbons (RSA) (szosa) | 136.          |
| 124           | Alex Kirsch (LUX) (szosa)  | 102.          |
| 125           | Jonathan Milan (ITA)       | 69.           |
| 126           | Toms Skujiņš (LAT)         | 32.           |
| 127           | Jasper Stuyven (BEL)       | 8.            |

| Lotto Dstny LTD | Lotto Dstny LTD          | Lotto Dstny LTD |
| --------------- | ------------------------ | --------------- |
| Nr              | Kolarz                   | Miejsce         |
| 131             | Maxim Van Gils (BEL)     | 7.              |
| 132             | Cédric Beullens (BEL)    | 93.             |
| 133             | Victor Campenaerts (BEL) | 29.             |
| 134             | Jasper De Buyst (BEL)    | DNF             |
| 135             | Jarrad Drizners (AUS)    | DNF             |
| 136             | Pascal Eenkhoorn (NED)   | 70.             |
| 137             | Jacopo Guarnieri (ITA)   | 147.            |

| Movistar Team MOV | Movistar Team MOV     | Movistar Team MOV |
| ----------------- | --------------------- | ----------------- |
| Nr                | Kolarz                | Miejsce           |
| 141               | Davide Cimolai (ITA)  | 149.              |
| 142               | Jon Barrenetxea (ESP) | 42.               |
| 143               | Carlos Canal (ESP)    | 49.               |
| 144               | Lorenzo Milesi (ITA)  | 87.               |
| 145               | Manlio Moro (ITA)     | 126.              |
| 146               | Sergio Samitier (ESP) | 160.              |
| 147               | Gonzalo Serrano (ESP) | 26.               |

| Soudal Quick-Step SOQ | Soudal Quick-Step SOQ    | Soudal Quick-Step SOQ |
| --------------------- | ------------------------ | --------------------- |
| Nr                    | Kolarz                   | Miejsce               |
| 151                   | Julian Alaphilippe (FRA) | 9.                    |
| 152                   | Kasper Asgreen (DEN)     | 16.                   |
| 153                   | Mattia Cattaneo (ITA)    | 76.                   |
| 154                   | Josef Černý (CZE)        | 143.                  |
| 155                   | Luke Lamperti (USA)      | 108.                  |
| 156                   | Gianni Moscon (ITA)      | 55.                   |
| 157                   | Casper Pedersen (DEN)    | 13.                   |

| Team dsm-firmenich PostNL DFP | Team dsm-firmenich PostNL DFP | Team dsm-firmenich PostNL DFP |
| ----------------------------- | ----------------------------- | ----------------------------- |
| Nr                            | Kolarz                        | Miejsce                       |
| 161                           | Kevin Vermaerke (USA)         | 48.                           |
| 162                           | Patrick Bevin (NZL)           | DNF                           |
| 163                           | Pavel Bittner (CZE)           | 82.                           |
| 164                           | Romain Combaud (FRA)          | 72.                           |
| 165                           | Alexander Edmondson (AUS)     | DNF                           |
| 166                           | Chris Hamilton (AUS)          | 64.                           |
| 167                           | Martijn Tusveld (NED)         | 151.                          |

| Team Jayco AlUla JAY | Team Jayco AlUla JAY       | Team Jayco AlUla JAY |
| -------------------- | -------------------------- | -------------------- |
| Nr                   | Kolarz                     | Miejsce              |
| 171                  | Michael Matthews (AUS)     | 2.                   |
| 172                  | Lucas Hamilton (AUS)       | 118.                 |
| 173                  | Alessandro De Marchi (ITA) | 117.                 |
| 174                  | Luke Durbridge (AUS)       | 157.                 |
| 175                  | Michael Hepburn (AUS)      | DNF                  |
| 176                  | Davide De Pretto (ITA)     | 28.                  |
| 177                  | Lucas Plapp (AUS) (szosa)  | 65.                  |

| Team Polti Kometa PTK | Team Polti Kometa PTK    | Team Polti Kometa PTK |
| --------------------- | ------------------------ | --------------------- |
| Nr                    | Kolarz                   | Miejsce               |
| 181                   | Giovanni Lonardi (ITA)   | 86.                   |
| 182                   | Davide Bais (ITA)        | 81.                   |
| 183                   | Mattia Bais (ITA)        | 122.                  |
| 184                   | Germán Darío Gómez (COL) | 139.                  |
| 185                   | Mirco Maestri (ITA)      | 44.                   |
| 186                   | Andrea Pietrobon (ITA)   | DNF                   |
| 187                   | Diego Sevilla (ESP)      | 51.                   |

| Team Visma \| Lease a Bike TVL | Team Visma \| Lease a Bike TVL   | Team Visma \| Lease a Bike TVL |
| ------------------------------ | -------------------------------- | ------------------------------ |
| Nr                             | Kolarz                           | Miejsce                        |
| 191                            | Christophe Laporte (FRA) (szosa) | DNF                            |
| 192                            | Olav Kooij (NED)                 | 14.                            |
| 193                            | Johannes Staune-Mittet (NOR)     | 60.                            |
| 194                            | Tosh Van der Sande (BEL)         | 141.                           |
| 195                            | Mick van Dijke (NED)             | 119.                           |
| 196                            | Tim van Dijke (NED)              | 158.                           |
| 197                            | Julien Vermote (BEL)             | 137.                           |

| Tudor Pro Cycling Team TUD | Tudor Pro Cycling Team TUD | Tudor Pro Cycling Team TUD |
| -------------------------- | -------------------------- | -------------------------- |
| Nr                         | Kolarz                     | Miejsce                    |
| 201                        | Matteo Trentin (ITA)       | 21.                        |
| 202                        | Alexander Kamp (DEN)       | 161.                       |
| 203                        | Petr Kelemen (CZE)         | 140.                       |
| 204                        | Arthur Kluckers (LUX)      | DNF                        |
| 205                        | Alexander Krieger (GER)    | 138.                       |
| 206                        | Marius Mayrhofer (GER)     | 111.                       |
| 207                        | Rick Pluimers (NED)        | DNF                        |

| UAE Team Emirates UAD | UAE Team Emirates UAD       | UAE Team Emirates UAD |
| --------------------- | --------------------------- | --------------------- |
| Nr                    | Kolarz                      | Miejsce               |
| 211                   | Tadej Pogačar (SLO) (szosa) | 3.                    |
| 212                   | Alessandro Covi (ITA)       | 115.                  |
| 213                   | Isaac Del Toro (MEX)        | 73.                   |
| 214                   | Marc Hirschi (SUI) (szosa)  | 112.                  |
| 215                   | Domen Novak (SLO)           | 125.                  |
| 216                   | Diego Ulissi (ITA)          | 71.                   |
| 217                   | Tim Wellens (BEL)           | 56.                   |

| Uno-X Mobility UXM | Uno-X Mobility UXM             | Uno-X Mobility UXM |
| ------------------ | ------------------------------ | ------------------ |
| Nr                 | Kolarz                         | Miejsce            |
| 221                | Alexander Kristoff (NOR)       | 85.                |
| 222                | Jonas Abrahamsen (NOR)         | 34.                |
| 223                | Fredrik Dversnes (NOR) (szosa) | 47.                |
| 224                | Stian Fredheim (NOR)           | 89.                |
| 225                | Odd Christian Eiking (NOR)     | 33.                |
| 226                | Jonas Iversby Hvideberg (NOR)  | 134.               |
| 227                | Søren Wærenskjold (NOR)        | 133.               |

| VF Group-Bardiani CSF-Faizanè VBF | VF Group-Bardiani CSF-Faizanè VBF | VF Group-Bardiani CSF-Faizanè VBF |
| --------------------------------- | --------------------------------- | --------------------------------- |
| Nr                                | Kolarz                            | Miejsce                           |
| 231                               | Davide Gabburo (ITA)              | 96.                               |
| 232                               | Filippo Magli (ITA)               | 50.                               |
| 233                               | Martin Marcellusi (ITA)           | 116.                              |
| 234                               | Alessio Martinelli (ITA)          | 67.                               |
| 235                               | Alessandro Tonelli (ITA)          | 66.                               |
| 236                               | Enrico Zanoncello (ITA)           | 88.                               |
| 237                               | Samuele Zoccarato (ITA)           | 63.                               |

| Bahrain Victorious TBV | Bahrain Victorious TBV    | Bahrain Victorious TBV |
| ---------------------- | ------------------------- | ---------------------- |
| Nr                     | Kolarz                    | Miejsce                |
| 241                    | Matej Mohorič (SLO)       | 6.                     |
| 242                    | Nikias Arndt (GER)        | 46.                    |
| 243                    | Nicolo Buratti (ITA)      | 120.                   |
| 244                    | Matevž Govekar (SLO)      | 145.                   |
| 245                    | Fran Miholjević (CRO)     | 121.                   |
| 246                    | Andrea Pasqualon (ITA)    | 99.                    |
| 247                    | Fred Wright (GBR) (szosa) | 30.                    |

| Alpecin-Deceuninck ADC | Alpecin-Deceuninck ADC             | Alpecin-Deceuninck ADC |
| ---------------------- | ---------------------------------- | ---------------------- |
| Nr                     | Kolarz                             | Miejsce                |
| 1                      | Mathieu van der Poel (NED) (szosa) | 10.                    |
| 2                      | Silvan Dillier (SUI)               | 163.                   |
| 3                      | Søren Kragh Andersen (DEN)         | 31.                    |
| 4                      | Axel Laurance (FRA)                | 75.                    |
| 5                      | Xandro Meurisse (BEL)              | 105.                   |
| 6                      | Jasper Philipsen (BEL)             | 1.                     |
| 7                      | Gianni Vermeersch (BEL)            | 57.                    |

| Arkéa-B&B Hotels ARK | Arkéa-B&B Hotels ARK      | Arkéa-B&B Hotels ARK |
| -------------------- | ------------------------- | -------------------- |
| Nr                   | Kolarz                    | Miejsce              |
| 11                   | Arnaud Démare (FRA)       | 43.                  |
| 12                   | Vincenzo Albanese (ITA)   | 24.                  |
| 13                   | Clément Champoussin (FRA) | 129.                 |
| 14                   | Mathis Le Berre (FRA)     | 104.                 |
| 15                   | Thibault Guernalec (FRA)  | 128.                 |
| 16                   | Łukasz Owsian (POL)       | 153.                 |
| 17                   | Miles Scotson (AUS)       | 146.                 |

| Astana Qazaqstan Team AST | Astana Qazaqstan Team AST      | Astana Qazaqstan Team AST |
| ------------------------- | ------------------------------ | ------------------------- |
| Nr                        | Kolarz                         | Miejsce                   |
| 21                        | Simone Velasco (ITA) (szosa)   | 25.                       |
| 22                        | Samuele Battistella (ITA)      | 22.                       |
| 23                        | Cees Bol (NED)                 | 150.                      |
| 24                        | Jewgienij Fiodorow (KAZ)       | 91.                       |
| 25                        | Michele Gazzoli (ITA)          | 83.                       |
| 26                        | Aleksiej Łucenko (KAZ) (szosa) | 114.                      |
| 27                        | Christian Scaroni (ITA)        | 36.                       |

| Bora-Hansgrohe BOH | Bora-Hansgrohe BOH     | Bora-Hansgrohe BOH |
| ------------------ | ---------------------- | ------------------ |
| Nr                 | Kolarz                 | Miejsce            |
| 31                 | Danny van Poppel (NED) | 101.               |
| 32                 | Giovanni Aleotti (ITA) | 38.                |
| 33                 | Nico Denz (GER)        | 45.                |
| 34                 | Patrick Gamper (AUT)   | 135.               |
| 35                 | Marco Haller (AUT)     | 37.                |
| 36                 | Ryan Mullen (IRL)      | 156.               |
| 37                 | Matteo Sobrero (ITA)   | 12.                |

| Cofidis COF | Cofidis COF                | Cofidis COF |
| ----------- | -------------------------- | ----------- |
| Nr          | Kolarz                     | Miejsce     |
| 41          | Benjamin Thomas (FRA)      | DNF         |
| 42          | Thomas Champion (FRA)      | 164.        |
| 43          | Nicolas Debeaumarché (FRA) | 159.        |
| 44          | Simon Geschke (GER)        | 62.         |
| 45          | Stefano Oldani (ITA)       | 98.         |
| 46          | Harrison Wood (GBR)        | 127.        |
| 47          | Axel Zingle (FRA)          | 41.         |

| Team Corratec-Vini Fantini COR | Team Corratec-Vini Fantini COR | Team Corratec-Vini Fantini COR |
| ------------------------------ | ------------------------------ | ------------------------------ |
| Nr                             | Kolarz                         | Miejsce                        |
| 51                             | Niccolò Bonifazio (ITA)        | 68.                            |
| 52                             | Davide Baldaccini (ITA)        | 154.                           |
| 53                             | Valerio Conti (ITA)            | 123.                           |
| 54                             | Lorenzo Quartucci (ITA)        | 95.                            |
| 55                             | Kristian Sbaragli (ITA)        | 84.                            |
| 56                             | Kyryło Carenko (UKR)           | 78.                            |
| 57                             | Marco Murgano (ITA)            | 155.                           |

| Decathlon-AG2R La Mondiale DAT | Decathlon-AG2R La Mondiale DAT | Decathlon-AG2R La Mondiale DAT |
| ------------------------------ | ------------------------------ | ------------------------------ |
| Nr                             | Kolarz                         | Miejsce                        |
| 61                             | Benoît Cosnefroy (FRA)         | 20.                            |
| 62                             | Edvald Boasson Hagen (NOR)     | 97.                            |
| 63                             | Oliver Naesen (BEL)            | 106.                           |
| 64                             | Dries De Bondt (BEL)           | 110.                           |
| 65                             | Sander De Pestel (BEL)         | 130.                           |
| 66                             | Andrea Vendrame (ITA)          | 74.                            |
| 67                             | Larry Warbasse (USA)           | 109.                           |

| EF Education-EasyPost EFE | EF Education-EasyPost EFE | EF Education-EasyPost EFE |
| ------------------------- | ------------------------- | ------------------------- |
| Nr                        | Kolarz                    | Miejsce                   |
| 71                        | Alberto Bettiol (ITA)     | 5.                        |
| 72                        | Andrey Amador (CRC)       | 148.                      |
| 73                        | Jonas Rutsch (GER)        | 92.                       |
| 74                        | Harry Sweeny (AUS)        | 79.                       |
| 75                        | Yuhi Todome (JPN)         | 94.                       |
| 76                        | Michael Valgren (DEN)     | 100.                      |
| 77                        | Marijn van den Berg (NED) | 59.                       |

| Groupama-FDJ GFC | Groupama-FDJ GFC        | Groupama-FDJ GFC |
| ---------------- | ----------------------- | ---------------- |
| Nr               | Kolarz                  | Miejsce          |
| 81               | Stefan Küng (SUI)       | 23.              |
| 82               | Sven Erik Bystrøm (NOR) | 52.              |
| 83               | Lorenzo Germani (ITA)   | 152.             |
| 84               | Quentin Pacher (FRA)    | 19.              |
| 85               | Laurence Pithie (NZL)   | 15.              |
| 86               | Clément Russo (FRA)     | 124.             |
| 87               | Samuel Watson (GBR)     | 80.              |

| Ineos Grenadiers IGD | Ineos Grenadiers IGD     | Ineos Grenadiers IGD |
| -------------------- | ------------------------ | -------------------- |
| Nr                   | Kolarz                   | Miejsce              |
| 91                   | Filippo Ganna (ITA)      | 40.                  |
| 92                   | Michał Kwiatkowski (POL) | 54.                  |
| 93                   | Jhonatan Narváez (ECU)   | 35.                  |
| 94                   | Thomas Pidcock (GBR)     | 11.                  |
| 95                   | Luke Rowe (GBR)          | 131.                 |
| 96                   | Ben Swift (GBR)          | 113.                 |
| 97                   | Salvatore Puccio (ITA)   | DNF                  |

| Intermarché-Wanty IWA | Intermarché-Wanty IWA  | Intermarché-Wanty IWA |
| --------------------- | ---------------------- | --------------------- |
| Nr                    | Kolarz                 | Miejsce               |
| 101                   | Biniam Girmay (ERI)    | 27.                   |
| 102                   | Lilian Calmejane (FRA) | 53.                   |
| 103                   | Tom Paquot (BEL)       | 162.                  |
| 104                   | Dion Smith (NZL)       | 58.                   |
| 105                   | Mike Teunissen (NED)   | 61.                   |
| 106                   | Gijs Van Hoecke (BEL)  | 144.                  |
| 107                   | Georg Zimmermann (GER) | 39.                   |

| Israel-Premier Tech IPT | Israel-Premier Tech IPT | Israel-Premier Tech IPT |
| ----------------------- | ----------------------- | ----------------------- |
| Nr                      | Kolarz                  | Miejsce                 |
| 111                     | Simon Clarke (AUS)      | 18.                     |
| 112                     | Guillaume Boivin (CAN)  | 103.                    |
| 113                     | Jakob Fuglsang (DEN)    | 142.                    |
| 114                     | Hugo Houle (CAN)        | 77.                     |
| 115                     | Ethan Vernon (GBR)      | 90.                     |
| 116                     | Riley Sheehan (USA)     | 107.                    |
| 117                     | Corbin Strong (NZL)     | 17.                     |

| Lidl-Trek LTK | Lidl-Trek LTK              | Lidl-Trek LTK |
| ------------- | -------------------------- | ------------- |
| Nr            | Kolarz                     | Miejsce       |
| 121           | Mads Pedersen (DEN)        | 4.            |
| 122           | Jacopo Mosca (ITA)         | 132.          |
| 123           | Ryan Gibbons (RSA) (szosa) | 136.          |
| 124           | Alex Kirsch (LUX) (szosa)  | 102.          |
| 125           | Jonathan Milan (ITA)       | 69.           |
| 126           | Toms Skujiņš (LAT)         | 32.           |
| 127           | Jasper Stuyven (BEL)       | 8.            |

| Lotto Dstny LTD | Lotto Dstny LTD          | Lotto Dstny LTD |
| --------------- | ------------------------ | --------------- |
| Nr              | Kolarz                   | Miejsce         |
| 131             | Maxim Van Gils (BEL)     | 7.              |
| 132             | Cédric Beullens (BEL)    | 93.             |
| 133             | Victor Campenaerts (BEL) | 29.             |
| 134             | Jasper De Buyst (BEL)    | DNF             |
| 135             | Jarrad Drizners (AUS)    | DNF             |
| 136             | Pascal Eenkhoorn (NED)   | 70.             |
| 137             | Jacopo Guarnieri (ITA)   | 147.            |

| Movistar Team MOV | Movistar Team MOV     | Movistar Team MOV |
| ----------------- | --------------------- | ----------------- |
| Nr                | Kolarz                | Miejsce           |
| 141               | Davide Cimolai (ITA)  | 149.              |
| 142               | Jon Barrenetxea (ESP) | 42.               |
| 143               | Carlos Canal (ESP)    | 49.               |
| 144               | Lorenzo Milesi (ITA)  | 87.               |
| 145               | Manlio Moro (ITA)     | 126.              |
| 146               | Sergio Samitier (ESP) | 160.              |
| 147               | Gonzalo Serrano (ESP) | 26.               |

| Soudal Quick-Step SOQ | Soudal Quick-Step SOQ    | Soudal Quick-Step SOQ |
| --------------------- | ------------------------ | --------------------- |
| Nr                    | Kolarz                   | Miejsce               |
| 151                   | Julian Alaphilippe (FRA) | 9.                    |
| 152                   | Kasper Asgreen (DEN)     | 16.                   |
| 153                   | Mattia Cattaneo (ITA)    | 76.                   |
| 154                   | Josef Černý (CZE)        | 143.                  |
| 155                   | Luke Lamperti (USA)      | 108.                  |
| 156                   | Gianni Moscon (ITA)      | 55.                   |
| 157                   | Casper Pedersen (DEN)    | 13.                   |

| Team dsm-firmenich PostNL DFP | Team dsm-firmenich PostNL DFP | Team dsm-firmenich PostNL DFP |
| ----------------------------- | ----------------------------- | ----------------------------- |
| Nr                            | Kolarz                        | Miejsce                       |
| 161                           | Kevin Vermaerke (USA)         | 48.                           |
| 162                           | Patrick Bevin (NZL)           | DNF                           |
| 163                           | Pavel Bittner (CZE)           | 82.                           |
| 164                           | Romain Combaud (FRA)          | 72.                           |
| 165                           | Alexander Edmondson (AUS)     | DNF                           |
| 166                           | Chris Hamilton (AUS)          | 64.                           |
| 167                           | Martijn Tusveld (NED)         | 151.                          |

| Team Jayco AlUla JAY | Team Jayco AlUla JAY       | Team Jayco AlUla JAY |
| -------------------- | -------------------------- | -------------------- |
| Nr                   | Kolarz                     | Miejsce              |
| 171                  | Michael Matthews (AUS)     | 2.                   |
| 172                  | Lucas Hamilton (AUS)       | 118.                 |
| 173                  | Alessandro De Marchi (ITA) | 117.                 |
| 174                  | Luke Durbridge (AUS)       | 157.                 |
| 175                  | Michael Hepburn (AUS)      | DNF                  |
| 176                  | Davide De Pretto (ITA)     | 28.                  |
| 177                  | Lucas Plapp (AUS) (szosa)  | 65.                  |

| Team Polti Kometa PTK | Team Polti Kometa PTK    | Team Polti Kometa PTK |
| --------------------- | ------------------------ | --------------------- |
| Nr                    | Kolarz                   | Miejsce               |
| 181                   | Giovanni Lonardi (ITA)   | 86.                   |
| 182                   | Davide Bais (ITA)        | 81.                   |
| 183                   | Mattia Bais (ITA)        | 122.                  |
| 184                   | Germán Darío Gómez (COL) | 139.                  |
| 185                   | Mirco Maestri (ITA)      | 44.                   |
| 186                   | Andrea Pietrobon (ITA)   | DNF                   |
| 187                   | Diego Sevilla (ESP)      | 51.                   |

| Team Visma \| Lease a Bike TVL | Team Visma \| Lease a Bike TVL   | Team Visma \| Lease a Bike TVL |
| ------------------------------ | -------------------------------- | ------------------------------ |
| Nr                             | Kolarz                           | Miejsce                        |
| 191                            | Christophe Laporte (FRA) (szosa) | DNF                            |
| 192                            | Olav Kooij (NED)                 | 14.                            |
| 193                            | Johannes Staune-Mittet (NOR)     | 60.                            |
| 194                            | Tosh Van der Sande (BEL)         | 141.                           |
| 195                            | Mick van Dijke (NED)             | 119.                           |
| 196                            | Tim van Dijke (NED)              | 158.                           |
| 197                            | Julien Vermote (BEL)             | 137.                           |

| Tudor Pro Cycling Team TUD | Tudor Pro Cycling Team TUD | Tudor Pro Cycling Team TUD |
| -------------------------- | -------------------------- | -------------------------- |
| Nr                         | Kolarz                     | Miejsce                    |
| 201                        | Matteo Trentin (ITA)       | 21.                        |
| 202                        | Alexander Kamp (DEN)       | 161.                       |
| 203                        | Petr Kelemen (CZE)         | 140.                       |
| 204                        | Arthur Kluckers (LUX)      | DNF                        |
| 205                        | Alexander Krieger (GER)    | 138.                       |
| 206                        | Marius Mayrhofer (GER)     | 111.                       |
| 207                        | Rick Pluimers (NED)        | DNF                        |

| UAE Team Emirates UAD | UAE Team Emirates UAD       | UAE Team Emirates UAD |
| --------------------- | --------------------------- | --------------------- |
| Nr                    | Kolarz                      | Miejsce               |
| 211                   | Tadej Pogačar (SLO) (szosa) | 3.                    |
| 212                   | Alessandro Covi (ITA)       | 115.                  |
| 213                   | Isaac Del Toro (MEX)        | 73.                   |
| 214                   | Marc Hirschi (SUI) (szosa)  | 112.                  |
| 215                   | Domen Novak (SLO)           | 125.                  |
| 216                   | Diego Ulissi (ITA)          | 71.                   |
| 217                   | Tim Wellens (BEL)           | 56.                   |

| Uno-X Mobility UXM | Uno-X Mobility UXM             | Uno-X Mobility UXM |
| ------------------ | ------------------------------ | ------------------ |
| Nr                 | Kolarz                         | Miejsce            |
| 221                | Alexander Kristoff (NOR)       | 85.                |
| 222                | Jonas Abrahamsen (NOR)         | 34.                |
| 223                | Fredrik Dversnes (NOR) (szosa) | 47.                |
| 224                | Stian Fredheim (NOR)           | 89.                |
| 225                | Odd Christian Eiking (NOR)     | 33.                |
| 226                | Jonas Iversby Hvideberg (NOR)  | 134.               |
| 227                | Søren Wærenskjold (NOR)        | 133.               |

| VF Group-Bardiani CSF-Faizanè VBF | VF Group-Bardiani CSF-Faizanè VBF | VF Group-Bardiani CSF-Faizanè VBF |
| --------------------------------- | --------------------------------- | --------------------------------- |
| Nr                                | Kolarz                            | Miejsce                           |
| 231                               | Davide Gabburo (ITA)              | 96.                               |
| 232                               | Filippo Magli (ITA)               | 50.                               |
| 233                               | Martin Marcellusi (ITA)           | 116.                              |
| 234                               | Alessio Martinelli (ITA)          | 67.                               |
| 235                               | Alessandro Tonelli (ITA)          | 66.                               |
| 236                               | Enrico Zanoncello (ITA)           | 88.                               |
| 237                               | Samuele Zoccarato (ITA)           | 63.                               |

| Bahrain Victorious TBV | Bahrain Victorious TBV    | Bahrain Victorious TBV |
| ---------------------- | ------------------------- | ---------------------- |
| Nr                     | Kolarz                    | Miejsce                |
| 241                    | Matej Mohorič (SLO)       | 6.                     |
| 242                    | Nikias Arndt (GER)        | 46.                    |
| 243                    | Nicolo Buratti (ITA)      | 120.                   |
| 244                    | Matevž Govekar (SLO)      | 145.                   |
| 245                    | Fran Miholjević (CRO)     | 121.                   |
| 246                    | Andrea Pasqualon (ITA)    | 99.                    |
| 247                    | Fred Wright (GBR) (szosa) | 30.                    |

Legenda: DNF – nie ukończył etapu, OTL – przekroczył limit czasu, DNS – nie wystartował do etapu, DSQ – zdyskwalifikowany.

## Klasyfikacja generalna
| \| Klasyfikacja generalna \| Klasyfikacja generalna \| Klasyfikacja generalna \| Klasyfikacja generalna \| Klasyfikacja generalna \| \| Kolarz \| Kolarz \| Państwo \| Drużyna \| Czas \| \| ---------------------- \| ---------------------- \| ---------------------- \| -------------------------- \| ---------------------- \| \| 1. \| Jasper Philipsen \| Belgia \| Alpecin-Deceuninck \| 6h 14' 44" \| \| 2. \| Michael Matthews \| Australia \| Team Jayco AlUla \| + 0" \| \| 3. \| Tadej Pogačar \| Słowenia \| UAE Team Emirates \| + 0" \| \| 4. \| Mads Pedersen \| Dania \| Lidl-Trek \| + 0" \| \| 5. \| Alberto Bettiol \| Włochy \| EF Education-EasyPost \| + 0" \| \| 6. \| Matej Mohorič \| Słowenia \| Bahrain Victorious \| + 0" \| \| 7. \| Maxim Van Gils \| Belgia \| Lotto Dstny \| + 0" \| \| 8. \| Jasper Stuyven \| Belgia \| Lidl-Trek \| + 0" \| \| 9. \| Julian Alaphilippe \| Francja \| Soudal Quick-Step \| + 0" \| \| 10. \| Mathieu van der Poel \| Holandia \| Alpecin-Deceuninck \| + 0" \| \| 11. \| Thomas Pidcock \| Wielka Brytania \| Ineos Grenadiers \| + 0" \| \| 12. \| Matteo Sobrero \| Włochy \| Bora-Hansgrohe \| + 0" \| \| 13. \| Casper Pedersen \| Dania \| Soudal Quick-Step \| + 35" \| \| 14. \| Olav Kooij \| Holandia \| Team Visma \\| Lease a Bike \| + 35" \| \| 15. \| Laurence Pithie \| Nowa Zelandia \| Groupama-FDJ \| + 35" \| \| 16. \| Kasper Asgreen \| Dania \| Soudal Quick-Step \| + 35" \| \| 17. \| Corbin Strong \| Nowa Zelandia \| Israel-Premier Tech \| + 35" \| \| 18. \| Simon Clarke \| Australia \| Israel-Premier Tech \| + 35" \| \| 19. \| Quentin Pacher \| Francja \| Groupama-FDJ \| + 35" \| \| 20. \| Benoît Cosnefroy \| Francja \| Decathlon-AG2R La Mondiale \| + 35" \| |                      |                 |                            |            |
| |                      |                 |                            |            |
| Źródło: ProCyclingStats |                      |                 |                            |            |
| Klasyfikacja generalna |                      |                 |                            |            |
| Kolarz | Kolarz               | Państwo         | Drużyna                    | Czas       |
| 1. | Jasper Philipsen     | Belgia          | Alpecin-Deceuninck         | 6h 14' 44" |
| 2. | Michael Matthews     | Australia       | Team Jayco AlUla           | + 0"       |
| 3. | Tadej Pogačar        | Słowenia        | UAE Team Emirates          | + 0"       |
| 4. | Mads Pedersen        | Dania           | Lidl-Trek                  | + 0"       |
| 5. | Alberto Bettiol      | Włochy          | EF Education-EasyPost      | + 0"       |
| 6. | Matej Mohorič        | Słowenia        | Bahrain Victorious         | + 0"       |
| 7. | Maxim Van Gils       | Belgia          | Lotto Dstny                | + 0"       |
| 8. | Jasper Stuyven       | Belgia          | Lidl-Trek                  | + 0"       |
| 9. | Julian Alaphilippe   | Francja         | Soudal Quick-Step          | + 0"       |
| 10. | Mathieu van der Poel | Holandia        | Alpecin-Deceuninck         | + 0"       |
| 11. | Thomas Pidcock       | Wielka Brytania | Ineos Grenadiers           | + 0"       |
| 12. | Matteo Sobrero       | Włochy          | Bora-Hansgrohe             | + 0"       |
| 13. | Casper Pedersen      | Dania           | Soudal Quick-Step          | + 35"      |
| 14. | Olav Kooij           | Holandia        | Team Visma \| Lease a Bike | + 35"      |
| 15. | Laurence Pithie      | Nowa Zelandia   | Groupama-FDJ               | + 35"      |
| 16. | Kasper Asgreen       | Dania           | Soudal Quick-Step          | + 35"      |
| 17. | Corbin Strong        | Nowa Zelandia   | Israel-Premier Tech        | + 35"      |
| 18. | Simon Clarke         | Australia       | Israel-Premier Tech        | + 35"      |
| 19. | Quentin Pacher       | Francja         | Groupama-FDJ               | + 35"      |
| 20. | Benoît Cosnefroy     | Francja         | Decathlon-AG2R La Mondiale | + 35"      |